# Marmessoidea
Marmessoidea is een geslacht van Phasmatodea uit de familie Diapheromeridae. De wetenschappelijke naam van dit geslacht is voor het eerst geldig gepubliceerd in 1893 door Karl Brunner-von Wattenwyl.

## Soorten
Het geslacht Marmessoidea omvat de volgende soorten:
- Marmessoidea abbreviata Redtenbacher, 1908
- Marmessoidea annulata (Fabricius, 1798)
- Marmessoidea biplagiata Redtenbacher, 1908
- Marmessoidea bisbiguttata (Burmeister, 1838)
- Marmessoidea casignetus (Westwood, 1859)
- Marmessoidea chinensis Redtenbacher, 1908
- Marmessoidea conspurcata Redtenbacher, 1908
- Marmessoidea dimidiata Redtenbacher, 1908
- Marmessoidea euplectes (Westwood, 1859)
- Marmessoidea expolita Redtenbacher, 1908
- Marmessoidea flavoguttata (Stål, 1877)
- Marmessoidea flavomarginata Redtenbacher, 1908
- Marmessoidea haemorrhoidalis Redtenbacher, 1908
- Marmessoidea incensa Redtenbacher, 1908
- Marmessoidea ismene (Westwood, 1859)
- Marmessoidea lineata Redtenbacher, 1908
- Marmessoidea moesta Redtenbacher, 1908
- Marmessoidea mustea (Bates, 1865)
- Marmessoidea notata Redtenbacher, 1908
- Marmessoidea quadriguttata (Burmeister, 1838)
- Marmessoidea quadrisignata Redtenbacher, 1908
- Marmessoidea rosea (Fabricius, 1793)
- Marmessoidea rotundatogibbosa Redtenbacher, 1908
- Marmessoidea rubescens (Saussure, 1868)
- Marmessoidea sumatrensis Brancsik, 1893
- Marmessoidea usta Redtenbacher, 1908
- Marmessoidea vinosa (Serville, 1838)